# Gastrotheca excubitor
Gastrotheca excubitor és una espècie de granota de la família del hemipràctids. Va ser descrit per William Duellman i T. Frits el 1972. El nom específic excubitor en llatí significa «sentinella, guàrdia».
És una espècie terrestre que habita la puna (prats de muntanya) humida amb molses i gramínies, per sobre de la línia dels arbres. Exhibeix una certa resiliència davant la pertorbació de l'hàbitat i es pot trobar en zones de cultiu de baixa intensitat. La majoria d'individus s'han trobat sota les pedres durant el dia o caminant per la molsa profunda. Els mascles solen raucar a les primeres hores de la nit. Les femelles tenen una sola bossa de cria mitjana, que es fa servir per criar els ous fins que es desclouen en granotes mitjançant el desenvolupament directe. Les femelles ponen una mitjana d'uns 20 ous que tenen uns 6 mm de diàmetre.
Viu a vessants i crestes amazòniques de la Cordillera Oriental a departament de Cusco, sud del Perú, a 3080-4080 m d'altitud.
A la Llista Vermella de la UICN és catalogat com vulnerable. És amenaçat per laés la pèrdua extensiva d'hàbitat per mor de l'expansió de l'agricultura, la crema de prats i el desenvolupament d'infraestructures per al turisme.